# Zatmění Slunce 20. března 2015

Průběh zatmění Slunce 20. března 2015

Zatmění Slunce dne 20. března 2015 bylo na povrchu Země pozorovatelné jako úplné zatmění v pásmu mezi Islandem a Velkou Británií, konkrétně z Faerských ostrovů a Špicberků. Na Faerských ostrovech trvala fáze úplného zatmění 2 minuty a 47 sekund. Částečné zatmění zasáhlo celou Evropu, sever Afriky, Blízký Východ, střední Asii a západní Sibiř. Na území České republiky bylo pozorovatelné jako částečné o maximální intenzitě mezi 70 a 75 %, první kontakt proběhl v 8:43 UTC (9:43 SEČ), maximum v 9:47 UTC (10:47 SEČ) a poslední kontakt v 10:50 UTC (11:50 SEČ).
Následující zatmění Slunce pozorovatelné na území Česka (opět jen částečné a mnohem méně výrazné) nastalo 10. června 2021.

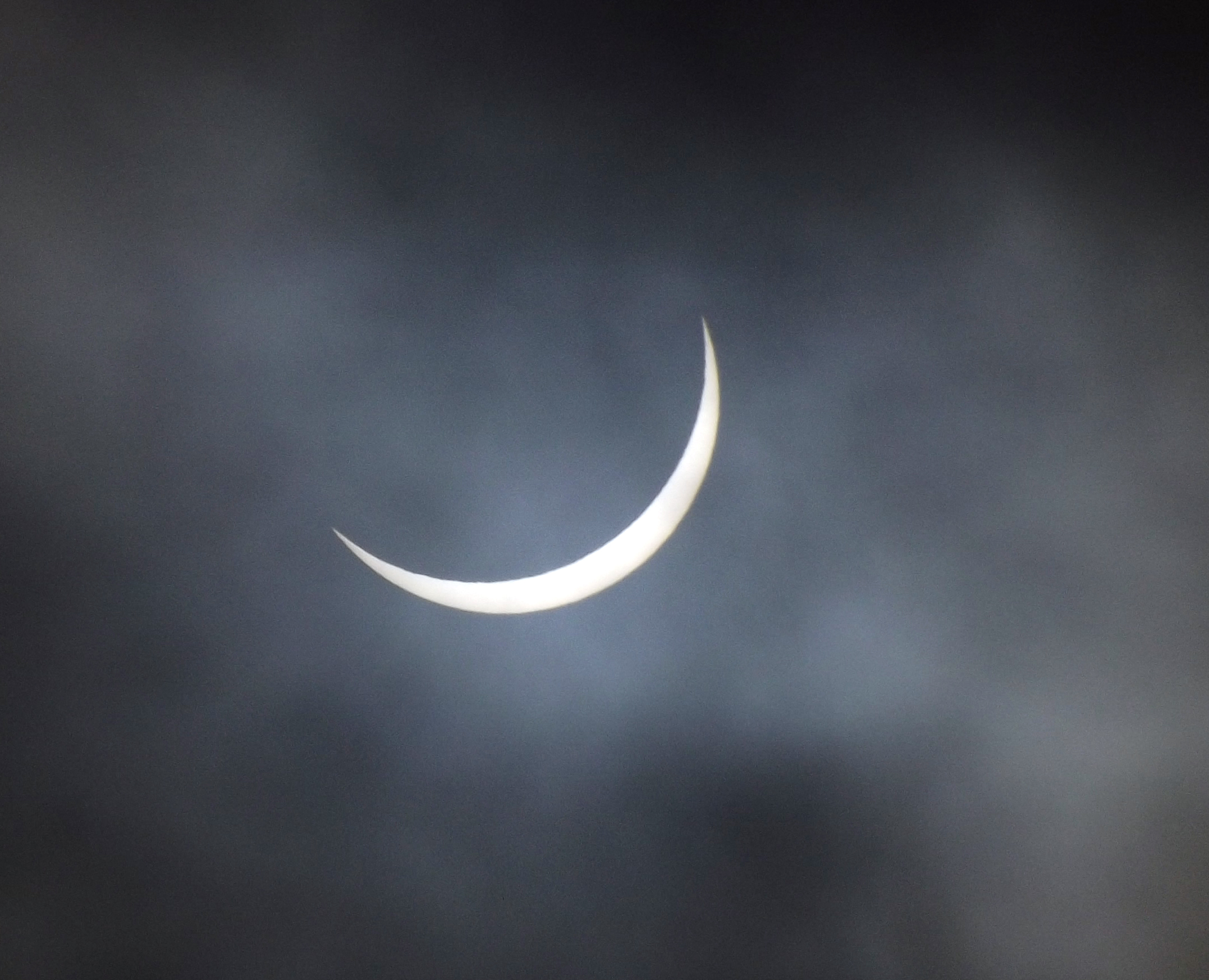
Zatmění Slunce pozorované v Dublinu

Výkon solárních elektráren na území států Evropské unie, který obvykle činí přibližně 90 GW, klesl na hodnotu 34 GW. Rychlost změn výkonu v sítích byla okolo –400 a +700 MW za minutu.

## Galerie

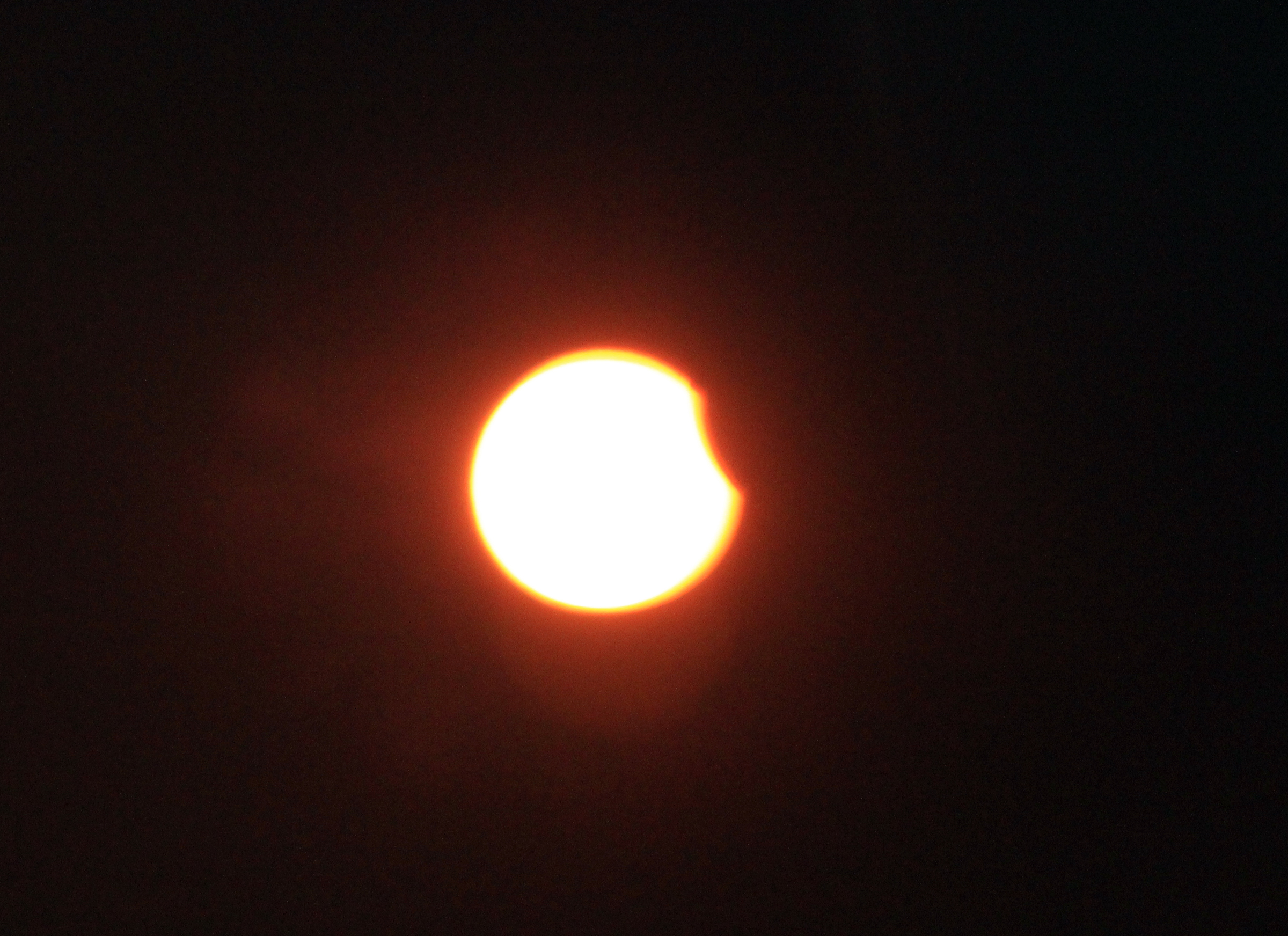
Praha 9:43, počátek zatmění
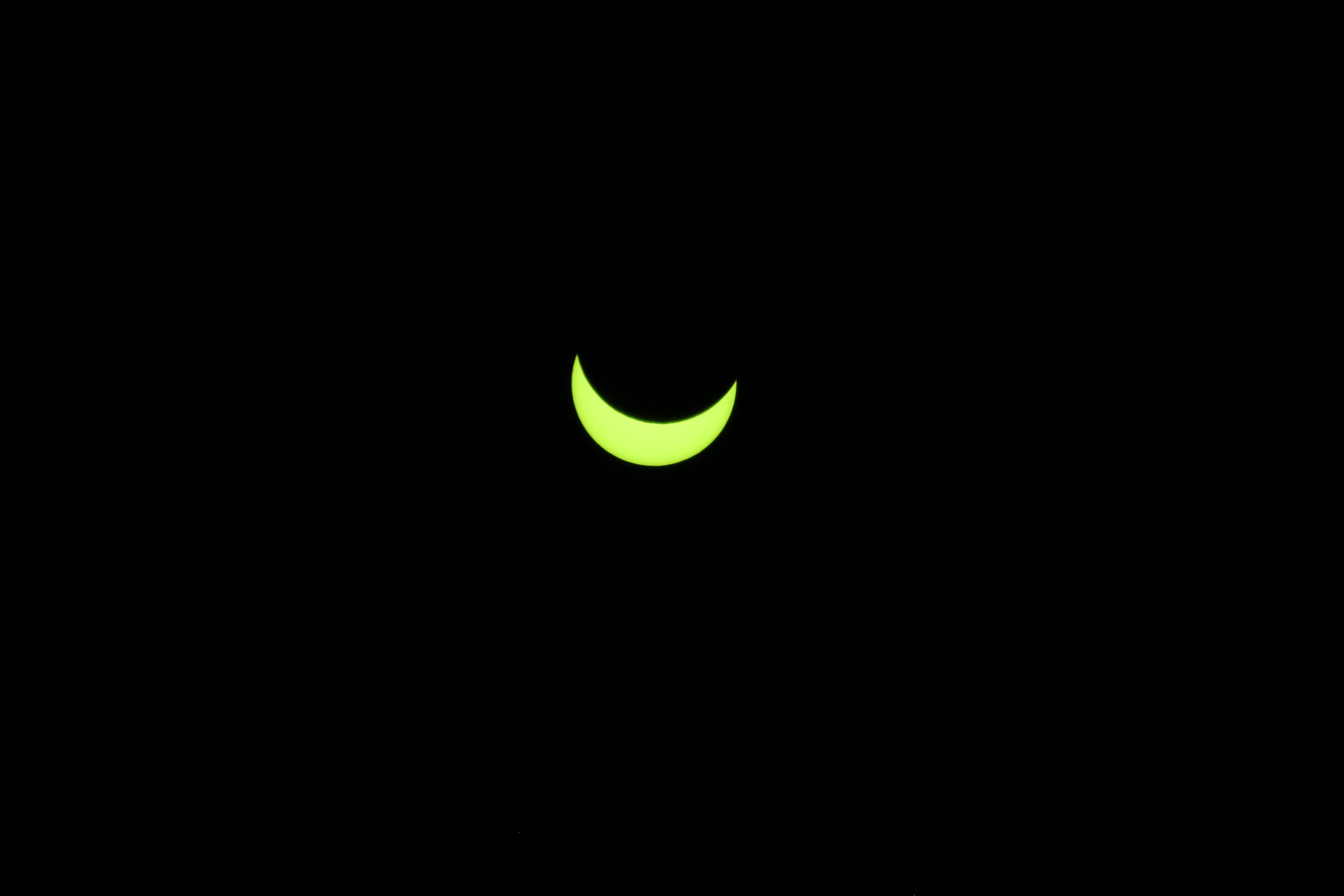
Praha, 10:48, maximální zatmění
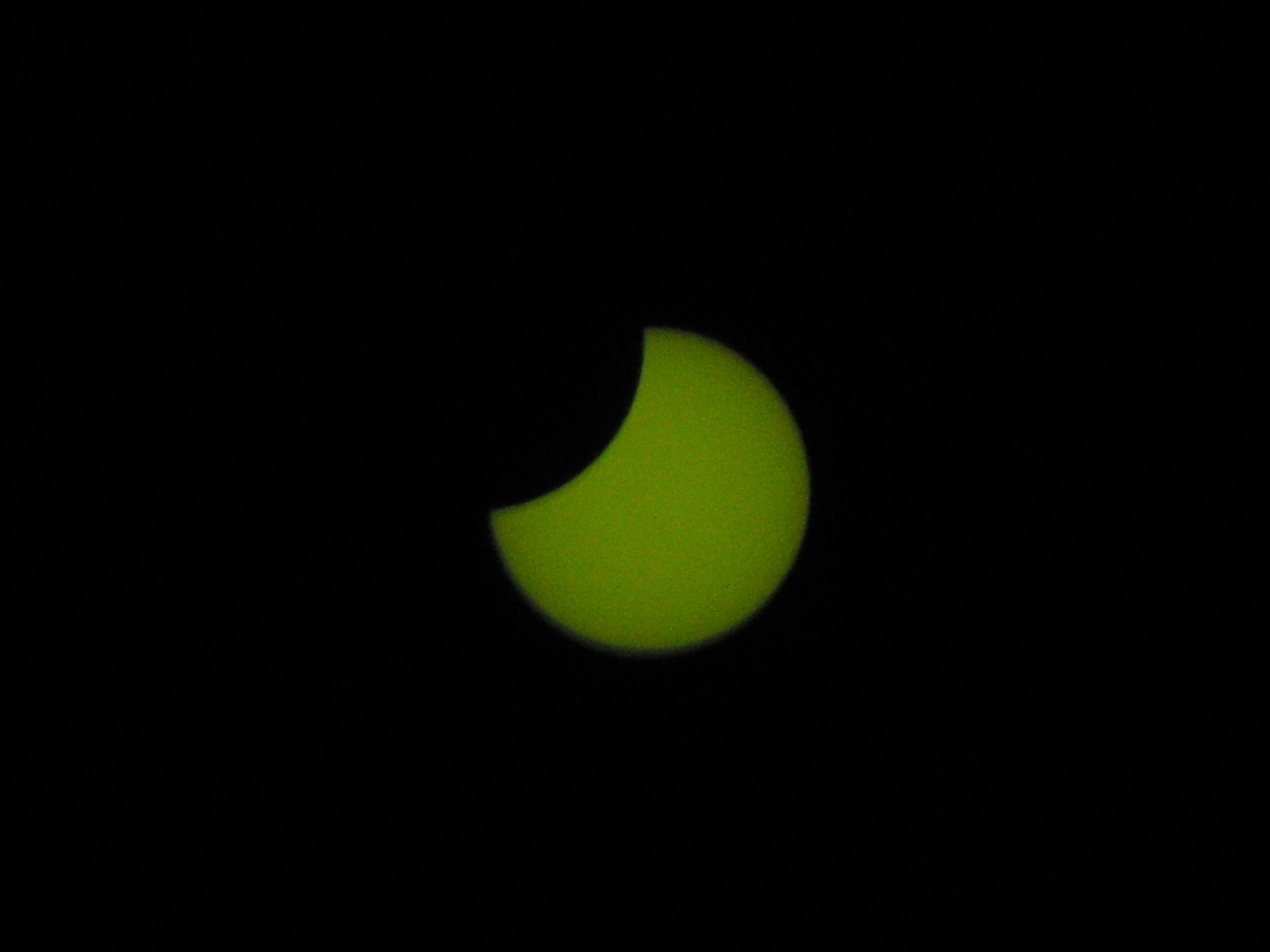
Brno, konečná fáze
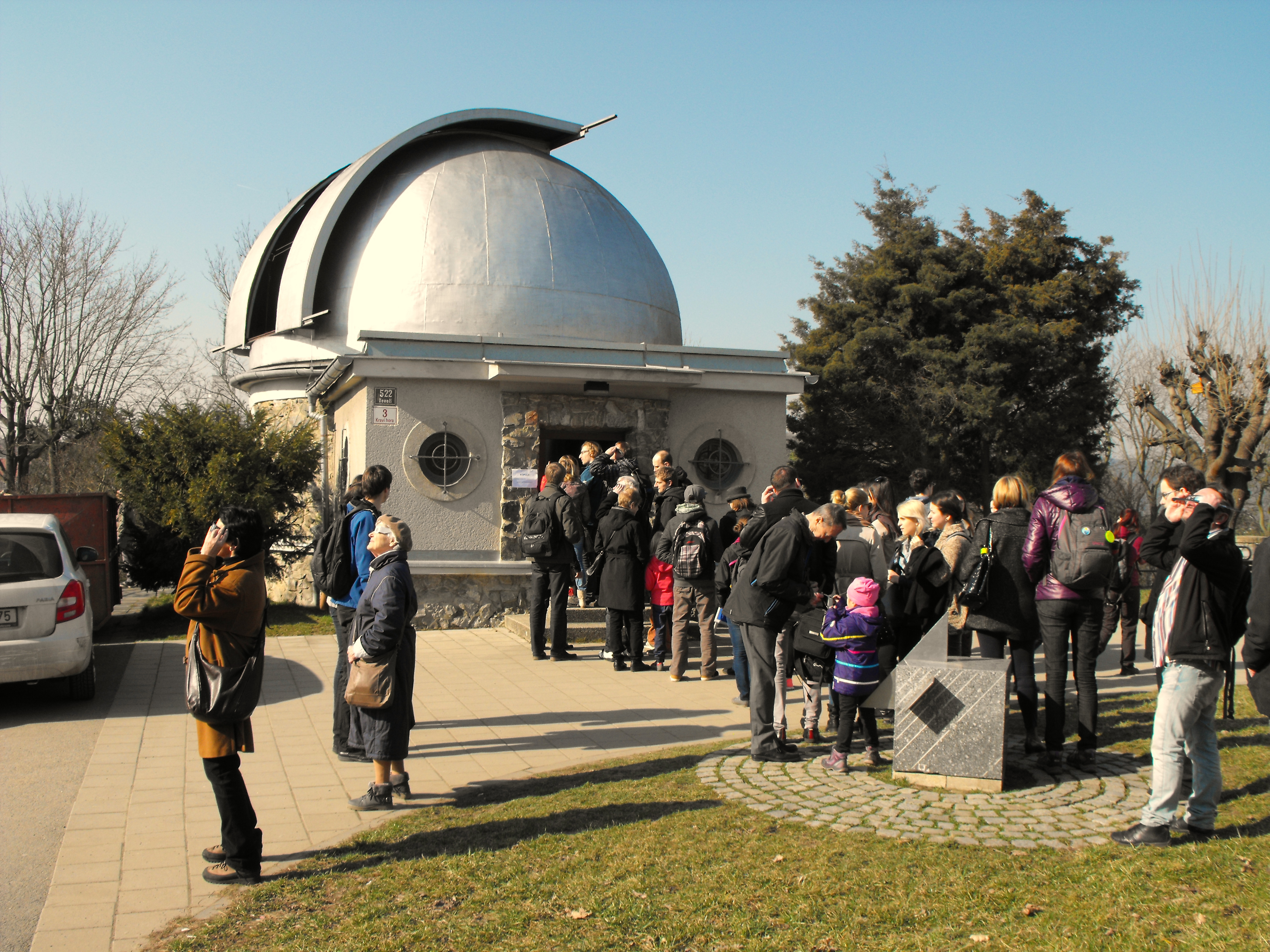
Zájemci o pozorování v kupoli brněnské hvězdárny
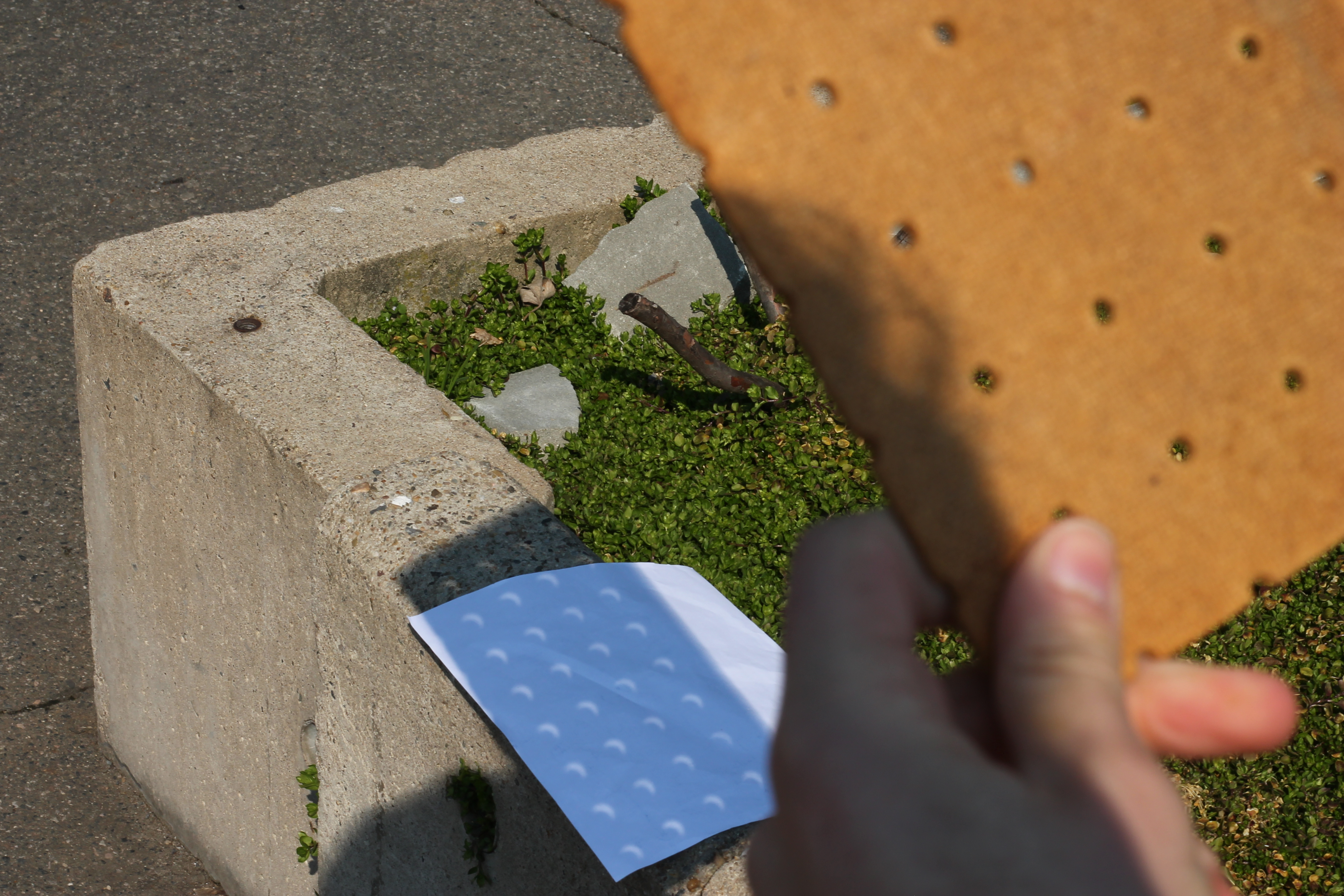
Pozorováni dírkovou metodou (camera obscura)
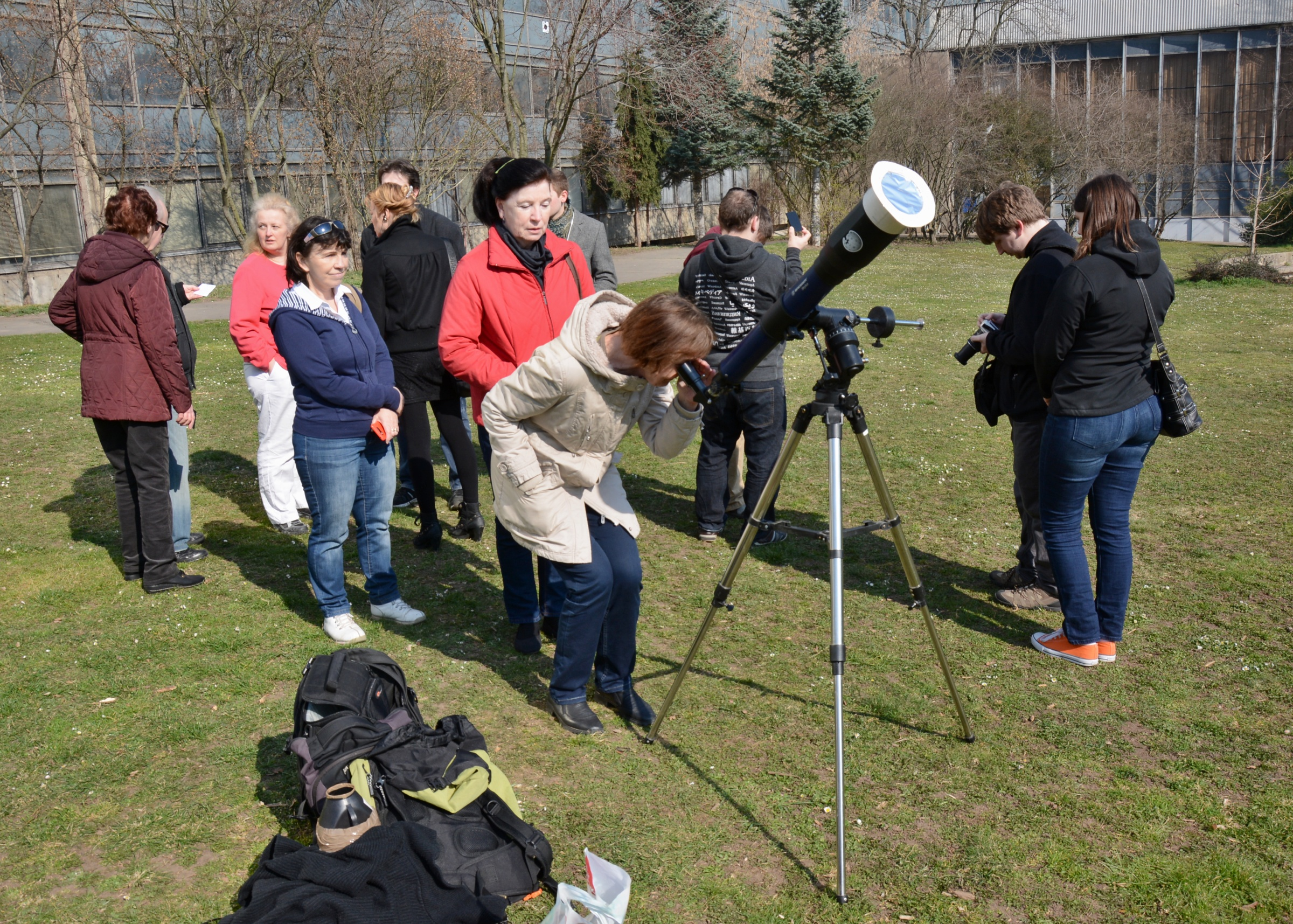
Pozorování zatmění Slunce v Praze-Dejvicích